# (25320) 1999 CP15
1999 سي بي 15 (ويعرف أيضًا باسم (25320) 1999 سي بي 15 وفق تسمية الكوكب الصغير) (بالإنجليزية: 1999 CP15)‏ هو كويكب ضمن حزام الكويكبات؛ وترتيبه 25320 من حيث الاكتشاف.
اكتُشف هذا الجُرم الفلكي بواسطة بحث لنكولن عن الكويكبات القريبة من الأرض في 11 فبراير 1999.

## وصلات خارجية
- (25320) 1999 CP15 في قاعدة بيانات مختبر الدفع النفاث لأجرام النظام الشمسي الصغيرة

- الاكتشاف · مخطط المدار ·  العناصر المدارية · المعلمات المادية

- (25320) 1999 CP15 على موقع ويكي سكاي: DSS2, SDSS, GALEX, IRAS, Hydrogen α, X-Ray, Astrophoto, Sky Map, Articles and images